# Comté de Richland (Illinois)
Pour les articles homonymes, voir Comté de Richland.
Le comté de Richland est un comté situé dans l'État de l'Illinois, aux États-Unis. En 2000, sa population est de 16 149 habitants. Son siège est Olney.

## Démographie
| Groupe            | Comté de Richland | Illinois | États-Unis |
| ----------------- | ----------------- | -------- | ---------- |
| Blancs            | 97,3              | 71,5     | 72,4       |
| Métis             | 0,9               | 2,3      | 2,9        |
| Asiatiques        | 0,7               | 4,6      | 4,8        |
| Afro-Américains   | 0,5               | 14,6     | 12,6       |
| Autres            | 0,4               | 6,7      | 6,4        |
| Amérindiens       | 0,2               | 0,3      | 0,9        |
| Total             | 100               | 100      | 100        |
|                   |                   |          |            |
| Latino-Américains | 1,3               | 15,8     | 16,7       |

Selon l'American Community Survey, pour la période 2011-2015, 96,59 % de la population âgée de plus de 5 ans déclare parler anglais à la maison, alors que 1,17 % déclare parler l'espagnol, 0,71 % l'allemand et 1,53 % une autre langue.